# 仙人掌航空队
仙人掌航空队(英語：Cactus Air Force)是瓜达尔卡纳尔岛战役早期于1942年八月到1942年十二月，在亨德森机场战斗的航空队。   “仙人掌”得名于盟军对该岛的代号。1943年，仙人掌航空队并入AirSols，位于所罗门群岛的盟军空军指挥部。

## 背景
1941年12月7日，日军偷袭珍珠港，太平洋战争爆发。战争初期，日军所向披靡，重创美军太平洋舰队，占据了菲律宾、泰国、马来亚、新加坡、荷属印度尼西亚、威克岛、新不列颠和关岛。为了占领南太平洋、太平洋中部，日军发动了两场战役，分别为珊瑚海海战和中途岛海战，然而都被盟军打敗，两场战略性的胜利亦给了盟军反击的机会。盟军选择了南所罗门群岛中的瓜达尔卡纳尔岛、图拉吉岛和佛罗里达群岛作为战场。
盟军获悉日军在1942年5月占领图拉吉岛，并在岛上建起机场。1942年7月上旬，日军在伦加建造大型机场。若建成，将会极大地巩固日军拉包尔基地，威胁到盟军在南太平洋地区与澳大利亚、新西兰的补给线，并为侵占新赫布里底群岛，斐济岛，萨摩亚，和新喀里多西亚作跳板。

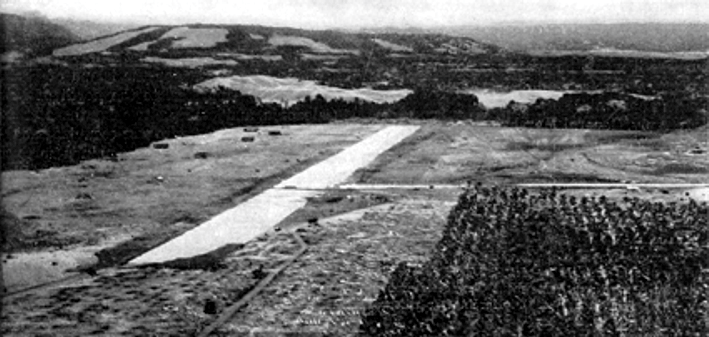
The airfield at Lunga Point on Guadalcanal under construction by Japanese in July 1942

於是，时任美国海军作战部长的恩斯特•金提出攻南所罗门群岛的计划，意在阻止日军威胁补给线，孤立拉包尔基地，同时支持盟军的新几内亚战役，为盟军夺回菲律宾开辟道路。美国海军上将切斯特•尼米兹同時也建立了南太平洋战区指挥部，海军中将罗伯特·L·戈姆利于1942年6月19日任指挥，掌管盟军在所罗门群岛的进攻事宜。
1942年8月7日，陆战一师登陆图拉吉岛与瓜岛的伦加，占领了未完工的日军机场，标志着太平洋战场上盟军的第一场反击。盟军用日军遗留的装备，立刻开始整修机场。8月12日，机场被命名为亨德森机场，以纪念中途岛海战中阵亡的美国海军少校洛弗顿•R•亨德森。8月18日，亨德森机场投入使用。

## 亨德森机场

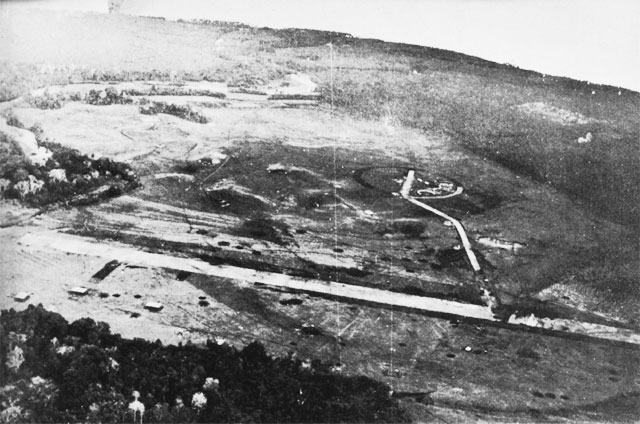
鸟瞰亨德森机场, 拍摄于1942年8月7日

如果不是有飞机，没有人会以为那是个机场。它在岛上显得很突兀，一半在一片可可森林里，跑道很短，护岸也不多，难以抵抗空袭。

## 註腳
1. ↑  .   [2023-08-05]. （原始内容存档于2023-05-24）.
2. ↑  Murray & Millett 2000，第196頁.
3. ↑  Frank 1990，第23-31, 129, 628頁.
4. ↑  Smith 2003，第5頁.
5. ↑  Morison 1958，第12頁.
6. ↑  Murray & Millett 2000，第199–200頁.
7. ↑  Lundstrom 2005，第5頁.
8. ↑  Frank 1990，第125–127頁.
9. ↑  Hubler & De Chant 1944，第40–41頁.